# Jan Bobak
Jan Bobak (ur. 12 sierpnia 1951 w Poroninie) – polski lutnik, autor książki.
Absolwent Technikum Budowy Instrumentów Lutniczych w Nowym Targu z roku 1970, członek Związku Polskich Artystów Lutników. Laureat pierwszej nagrody na Międzynarodowym Konkursie Lutniczym im. Henryka Wieniawskiego w Poznaniu. 
Założyciel firmy Bobak Violino, pracowni lutniczej, która sprzedaje swoje instrumenty w wielu krajach na świecie.  Obecnie właścicielem firmy jest jego syn Grzegorz Bobak. 
Członek nowotarskiego zespołu New Market Jazz Band (wokal oraz banjo), który w 2014 roku wygrał Złotą Tarkę na konkursie w Iławie. 
W listopadzie 2021 roku, na wniosek Komisji Kultury Rady Miasta Nowy Targ, został odznaczony przez burmistrza Nowego Targu medalem „Zasłużony dla Kultury”. 
W 2022 roku wydał książkę Wiolinowe Klucze. Opisuje w niej Nowy Targ lat 60. i 70. XX wieku, wspomnienia ze swoich podróży do Ameryki, Japonii czy Korei. Opowiada o swojej pracy, czyli zawodzie lutnika oraz o tym jak powstawał jego biznes. W książce wytłumaczył też jaka jest jego recepta na szczęśliwe życie i co według niego jest w nim najważniejsze. 